# Rachel Ticotin
Rachel Ticotin (The Bronx - New York, 1 november 1958) is een Amerikaanse actrice.

## Biografie
Ticotin werd geboren in de borough The Bronx van New York als dochter van een Puerto Ricaanse moeder en een Russische Joodse vader, en groeide op in een gezin van vijf kinderen. Voor het acteren wilde zij balletdanseres worden en nam balletlessen.
Ticotin was van 1983 tot en met 1989 getrouwd met David Caruso met wie zij een dochter heeft. Vanaf 1998 is zij getrouwd met Peter Strauss.

## Filmografie

### Films
- 2020 Superintelligence - als directrice Tyson
- 2016 Secret Summer - als ms. Annie Archer
- 2015 The Curse of the Fuentes Women - als Esperanza Fuentes
- 2011 America – als Esther
- 2008 The Burning Plain – als Ana
- 2008 The Sisterhood of the Traveling Pants 2 – als moeder van Carmen
- 2008 The Eye – als Rosa Martinez
- 2005 The Sisterhood of the Traveling Pants – als moeder van Carmen
- 2004 Man on Fire – als Mariana Garcia Guerrero
- 2003 Something's Gotta Give – als dr. Martinez
- 2002 Desert Saints – als Dora
- 2001 Full Disclosure – als Armiti Khalg
- 2001 Warden of Red Rock – als mrs. Maria McVale
- 2000 Can't Be Heaven – als Maggie
- 2000 Civility – als Rebecca Russo
- 1999 Aftershock: Earthquake in New York – als Elizabeth Perez
- 1997 First Time Felon – als McBride
- 1997 Con Air – als Sally Bishop
- 1997 Turbulence – als Rachel Taper
- 1995 Steal Big Steal Little – als Laura Martinez
- 1995 The Wharf Rat – als Dexter Ireland
- 1994 Don Juan DeMarco – als Doña Inez
- 1994 Criminal Passion – als Tracy Perry
- 1994 Natural Born Killers – als Wanda Bisbing
- 1994 Deconstructing Sarah – als Elizabeth Davis
- 1994 Thicker Than Blood: The Larry McLinden Story – als Diane
- 1993 Falling Down – als Sandra
- 1992 From the Files of Joseph Wambaugh: A Jury of One – als Christine Avila
- 1992 Keep the Change – als Astrid
- 1991 Where the Day Takes You – als politieagente Landers
- 1991 F/X2 – als Kim Brandon
- 1991 One Good Cop – als Grace
- 1991 Prison Stories: Women on the Inside – als Iris
- 1990 Total Recall – als Melina
- 1988 Spies, Lies & Naked Things – als Sonia
- 1987 Critical Condition – als Rachel Atwood
- 1986 When the Bough Breaks – als Raquel Santos
- 1986 Rockabye – als Victoria Garcia
- 1985 Love, Mary – als Rachel Martin
- 1983 For Love and Honor – als Grace Pavlik
- 1981 Fort Apache, The Bronx – als Isabella
- 1978 King of the Gypsies – als danseres

### Televisieseries
Uitgezonderd eenmalige gastrollen.
- 2019 The Act - als Gina - 4 afl.
- 2018 Grey's Anatomy - als dr. Marie Cerone - 3 afl.
- 2010-2011 Law & Order: Los Angeles – als hoofd recherche Arleen Gonzalez – 21 afl.
- 2005-2006 Lost – als Teresa Cortez – 2 afl.
- 2003-2004 Skin – als Laura Roam – 6 afl.
- 2002 American Family – als Cangie Gonzalez – 6 afl.
- 1996 Gargoyles: the Goliath Chronicles – als Maria Chavez (stem) – 3 afl.
- 1994-1996 Gargoyles – als Maria Chavez (stem) – 9 afl.
- 1993 Crime & Punishment – als rechercheur Annette Rey – 2 afl.
- 1987-1988 Ohara – als Teresa Storm – 14 afl.
- 1985-1986 Our Family Honor – als Karen Pellagrino – 2 afl.
- 1983-1984 For Love and Honor – als Grace Pavlik – 12 afl.

- Bibsys: 6011512
- Biblioteca Nacional de España: XX1501989
- Bibliothèque nationale de France: cb14029719n (data)
- Gemeinsame Normdatei: 1161755764
- International Standard Name Identifier: 0000 0001 1023 8934
- Library of Congress Control Number: n85376883
- MusicBrainz: f4199db5-d991-4a97-9117-a222cdeebddb
- Nationale Bibliotheek van Israël: 987007433742605171
- Nationale Bibliotheek van Polen: a0000001286006
- Système universitaire de documentation: 074042661
- Virtual International Authority File: 32197494
- WorldCat: E39PBJwhyQJq3pgmJgWD6h89jC